# Joseph Serre
Joseph Serre (Lyon, 09 août 1860 - Caluire-et-Cuire, 11 août 1937) est un poète, philosophe catholique et homme d'œuvres. 

## Biographie
François Camille Marie Joseph Serre nait au sein d'une famille lyonnaise aisée, dont plusieurs membres sont des donateurs pour des œuvres catholiques, notamment son père Félix et son oncle Vincent Serre, qui aident à l'édification de nouvelles paroisses et d'écoles catholiques. Son père est le propriétaire d'un établissement agricole à Bellecombe. Il passe une partie de son enfance avec son oncle Félix et ses deux sœurs dans la propriété de Granges-Blanche, à Tassin-la-Demi-Lune. Sa grande sœur devient supérieure d'un couvent de carmélites.
Il réalise son cursus scolaire au sein du collège jésuite de Lyon, puis des Facultés catholiques de Lyon, d'où il est licencié en lettres et droit. 
Sa fortune lui permet de se consacrer entièrement aux études et aux œuvres. Il mène au début de sa vie de fortes études philosophiques, que sa santé fragile le pousse à réduire à partir des années 1890. Il mène durant cette période d'intenses recherches philosophiques et philologiques.
Il est membre de plusieurs cercles artistiques et littéraires, ainsi que d'œuvres sociales et religieuses, dont la Congrégation des Messieurs de Lyon. En 1905, il est un des membres actifs du groupe appelé l'École de Lyon, ensemble de catholiques libéraux et dreyfusards. Dans ce groupe, il prend part légèrement aux polémiques sur le modernisme et la démocratie chrétienne. Ces articles de journaux, son édition de la Religion de l'esprit large dans la « Bibliothèque de critique religieuse » de Nourry, lui valent des accusations de déviance doctrinale.
En 1930, il est élu membre de l'académie des Sciences, Belles-Lettres et Arts de Lyon. 

### Participation à des journaux et revues
Il publie des recueils poétiques. Il participe au journal conservateur libéral Le Salut public. Il publie également des articles dans les revues lyonnaises Demain, La Justice sociale et le Bulletin de la semaine, essentiellement en 1907 pour ces derniers. Il collabore à la revue de Paul Vulliaud, les Entretiens idéalistes, travail pour lequel il manque d'être condamné par l'église. Finalement blanchi, il collabore également à L'Université catholique. Ami de Marius Gonin, il est membre du Comité de rédaction de la Chronique sociale de France, jusqu'à son décès. 

### Postérité
En 1941, un comité dirigé par Tancrède de Visan et chapeauté par le cardinal Pierre-Marie Gerlier se met en place pour l'édification d'une statue à sa mémoire. Elle est inaugurée en 1946 et installée dans le jardin des Chartreux du cours Général-Giraud. La statue est réalisée par le sculpteur Louis Prost.

## Pensée
Joseph Serre est proche des idées de l'abbé Lacuria et d'Ernest Hello, dont il est le premier biographe. Il mène un travail de longue haleine pour élaborer une synthèse universelle, philosophique et religieuse, dont il rédige des versions successives entre 1890 et 1926.
Sur le plan politique, il est un républicain et un libéral affirmé. En 1911, il s'engage pour tenter de rapprocher les courants idéologiques du Sillon et de l'Action française.
« Ayant présenté dès 1890 une méthode de conciliation intellectuelle universelle qui conduit à la « philosophie totale », il la prolonge en une synthèse religieuse qui fait du catholicisme la religion intégrale, réponse à toutes les aspirations et couronnement de toutes les recherches de l'humanité pensante et croyante. Son maître mot est l'« esprit large », opposé à tous les sectarismes et impatient de toutes les limites. Il s'affirme fidèle à l'orthodoxie catholique parce que libre penseur, évolutionniste, pragmatique, immanentiste, anticlérical et agnostique, et disciple pour une part de Hegel et de Nietzsche. Il estime que la vérité consistant dans l'équilibre d'éléments apparemment contraires, les croyances sont justes en ce qu'elles affirment et fausses en ce qu'elles nient. Plus que ces efforts de vulgarisation métaphysique au service d'un catholicisme mystique, c'est le rayonnement d'une personnalité généreuse, fidèle à de nombreuses amitiés, qui parait avoir fait sa notoriété ».
« Son œuvre toute entière est bâtie autour du lien entre ces deux thèmes de la science et de la foi ».

## Œuvres
- À la découverte du vrai : voie nouvelle, 1889, A. Cote
- Au large !, 1890, Impr. générale
- Foi et poésie, 1892, E. Vitte
- Ernest Hello : l'homme, le penseur, l'écrivain, 1894, Perrin
- Idées en fleur, 1896, Vic et Amat
- Numa Boudet : sa vie et ses pensées, 1898n Perrin
- Les sonnets intimes, 1899, E. Vitte
- République vraie, 1900, A. Effantin
- Les deux ailes de l'âme, 1902, V. Retaux
- La religion de l'esprit large, 1903, Société parisienne d'édition
- Le bois sacré, 1905, E. Vitte
- Le livre d'une mère, 1906, E. Vitte
- aperçu nouveau du catholicisme, 1908, P. Phily
- La lumière du cœur, Vitte, 1909
- A propos d'un livre récent. M. Loisy et la clé de sa méthode, 1909, E. Vitte
- Charles Charaux, 1909, E. Vitte